# Sonchus arvensis
Il grespino dei campi (nome scientifico Sonchus arvensis L., 1753)  è una specie di pianta angiosperma dicotiledone della famiglia delle Asteraceae.

## Etimologia
Il nome generico (Sonchus) ha probabilmente origine nel periodo classico antico, infatti era usato già ai tempi di Teofrasto e di Plinio (in realtà il vocabolo usato era lievemente diverso: sogchos). L'epiteto specifico (arvensis) significa "dei campi" con riferimento al suo habitat abituale.

Il binomio scientifico della pianta di questa voce è stato proposto da Carl von Linné (1707 – 1778) biologo e scrittore svedese, considerato il padre della moderna classificazione scientifica degli organismi viventi, nella pubblicazione "Species Plantarum" del 1753.

## Descrizione

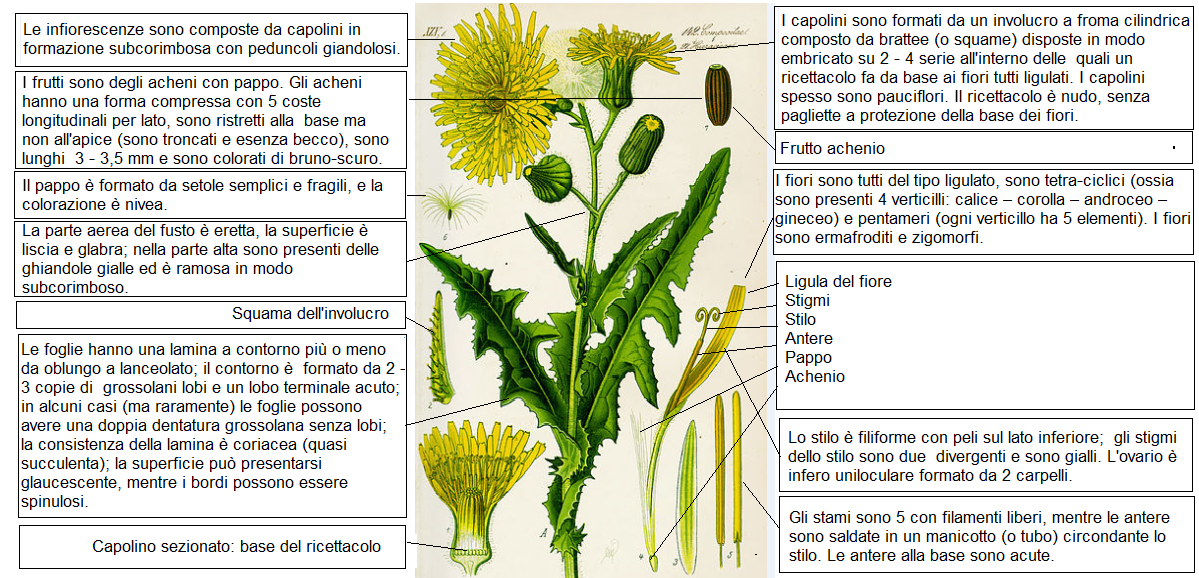
Descrizione delle parti della pianta

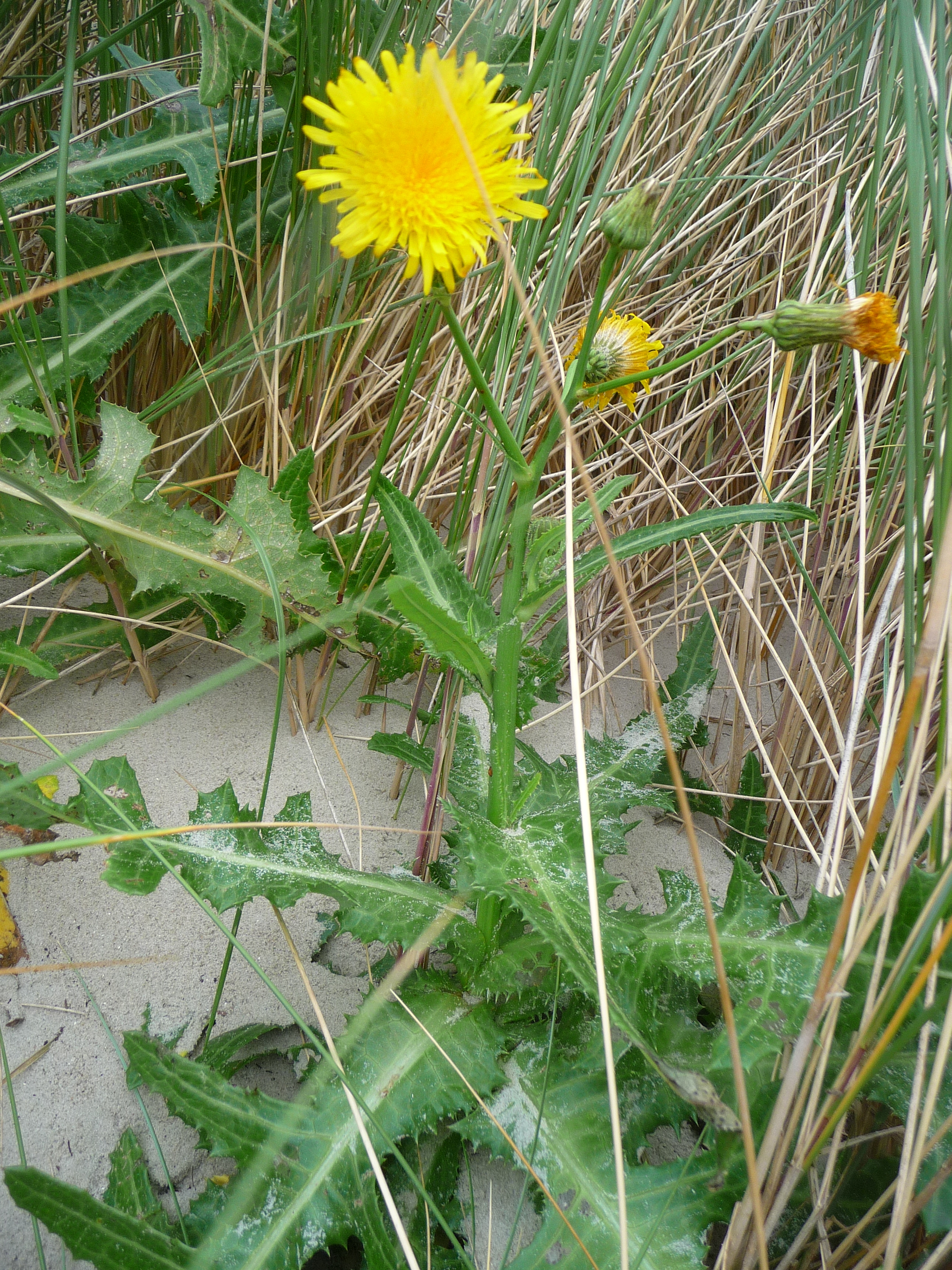
Il portamento

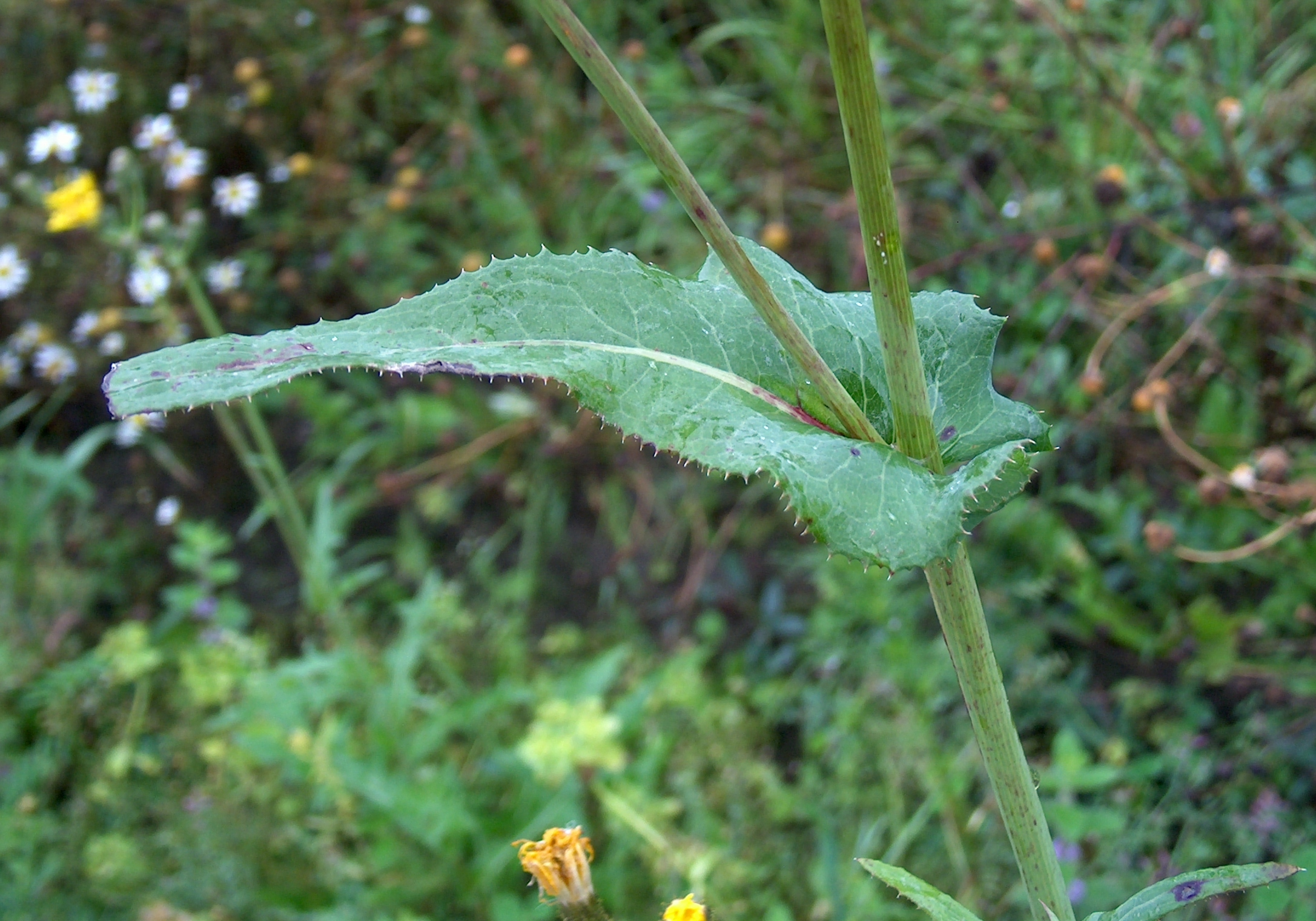
Le foglie

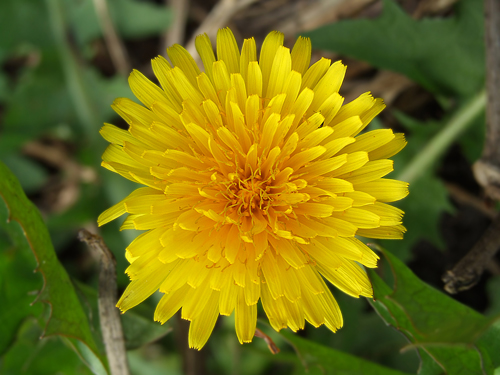
I fiori ligulati

Habitus. La forma biologica è emicriptofita scaposa (H scap), ossia sono piante a ciclo biologico perenne, con gemme svernanti al livello del suolo e protette dalla lettiera o dalla neve, spesso sono dotate di un asse fiorale eretto e privo di foglie.
Fusto.
- Parte ipogea: la parte sotterranea consiste in un rizoma cilindrico (non tuberoso) a portamento verticale o lungamente strisciante; può essere anche stolonifera. Le radici sono secondarie da rizoma. Diametro del rizoma: 1 cm.
- Parte epigea: la parte aerea del fusto è eretta, la superficie è liscia e glabra; nella parte alta sono presenti delle ghiandole gialle ed è ramosa in modo subcorimboso. La parte basale può essere legnosa. Quella apicale è sempre molto fogliosa. Queste piante sono alte da 5 a 15 dm (massimo 20 dm).

Foglie. La disposizione delle foglie è alternata e si dividono in inferiori e cauline. Quelle inferiori hanno una lamina a contorno più o meno da oblungo a lanceolato da intere a pennatifide; il contorno è formato da 2 - 3 copie di grossolani lobi triangolari e un lobo terminale acuto; in alcuni casi (ma raramente) le foglie possono avere una doppia dentatura grossolana senza lobi; la consistenza della lamina è coriacea (quasi succulenta); la superficie può presentarsi glaucescente, mentre i bordi possono essere spinulosi. Dimensione delle foglie: larghezza 2 – 15 cm; lunghezza 6  – 40 cm. Larghezza della zona centrale indivisa: 1 – 2 cm. Le foglie cauline sono progressivamente minori  (meno lobate e con lamina quasi lineare); possiedono inoltre delle orecchiette basali semiamplessicauli cordate.
Infiorescenza. Le infiorescenze sono composte da capolini in formazione subcorimbosa con peduncoli ghiandolosi (le ghiandole sono in genere gialle). I capolini sono formati da un involucro a forma cilindrica composto da 35 - 50 brattee (o squame) disposte in modo embricato su 2 - 4 serie all'interno delle quali un ricettacolo fa da base ai fiori tutti ligulati. I capolini spesso sono pauciflori.  Le squame esterne hanno una forma lanceolata. Il ricettacolo è nudo, senza pagliette a protezione della base dei fiori. Diametro del capolino: 2 - 4,5 cm. Dimensione dell'involucro: larghezza 7 – 15 mm; lunghezza 12 – 25 mm.
Fiore. I fiori sono tutti del tipo ligulato (il tipo tubuloso, i fiori del disco, presente nella maggioranza delle Asteraceae, qui è assente), sono tetra-ciclici (ossia sono presenti 4 verticilli: calice – corolla – androceo – gineceo) e pentameri (ogni verticillo ha 5 elementi). I fiori sono ermafroditi e zigomorfi.
- Formula fiorale:

*/x K {\displaystyle \infty }, [C (5), A (5)], G 2 (infero), achenio
- Calice: i sepali del calice sono ridotti ad una coroncina di squame.
- Corolla: le corolle sono formate da una ligula terminante con 5 denti; il colore giallo dorato. I tubi sono lunghi più o meno come le ligule. Lunghezza della corolla: 12 – 20 mm.
- Androceo: gli stami sono 5 con filamenti liberi, mentre le antere sono saldate in un manicotto (o tubo) circondante lo stilo.[17] Le antere alla base sono acute. Il polline è tricolporato.[18]
- Gineceo: lo stilo è filiforme. Gli stigmi dello stilo sono due divergenti e ricurvi con la superficie stigmatica posizionata internamente (vicino alla base).[19] L'ovario è infero uniloculare formato da 2 carpelli.
- Fioritura: da giugno a settembre (ottobre).

Frutti. I frutti sono degli acheni con pappo. Gli acheni hanno una forma compressa con 5 coste longitudinali per lato, sono ristretti alla base ma non all'apice (sono troncati e senza becco), sono lunghi 2,5 - 3,5 mm e sono colorati di bruno-scuro. Il pappo è formato da setole semplici e fragili, e la colorazione è nivea. Lunghezza del pappo 8 – 14 mm.

## Biologia
- Impollinazione: l'impollinazione avviene tramite insetti (impollinazione entomogama tramite farfalle diurne e notturne).
- Riproduzione: la fecondazione avviene fondamentalmente tramite l'impollinazione dei fiori (vedi sopra).
- Dispersione: i semi (gli acheni) cadendo a terra sono successivamente dispersi soprattutto da insetti tipo formiche (disseminazione mirmecoria). In questo tipo di piante avviene anche un altro tipo di dispersione: zoocoria. Infatti gli uncini delle brattee dell'involucro si agganciano ai peli degli animali di passaggio disperdendo così anche su lunghe distanze i semi della pianta.

## Tassonomia
La famiglia di appartenenza di questa voce (Asteraceae o Compositae, nomen conservandum) probabilmente originaria del Sud America, è la più numerosa del mondo vegetale, comprende oltre 23.000 specie distribuite su 1.535 generi, oppure 22.750 specie e 1.530 generi secondo altre fonti (una delle checklist più aggiornata elenca fino a 1.679 generi). La famiglia attualmente (2021) è divisa in 16 sottofamiglie.

### Filogenesi
Il genere di questa voce appartiene alla sottotribù Hyoseridinae della tribù Cichorieae (unica tribù della sottofamiglia Cichorioideae). In base ai dati filogenetici la sottofamiglia Cichorioideae è il terz'ultimo gruppo che si è separato dal nucleo delle Asteraceae (gli ultimi due sono Corymbioideae e Asteroideae). La sottotribù Hyoseridinae fa parte del "quarto" clade della tribù; in questo clade è in posizione "basale" vicina alla sottotribù Lactucinae.
Il genere Sonchus insieme ai generi Launaea, Hyoseris,  Reichardia e Aposeris formano un gruppo fortemente monofiletico (e formano la sottotribù Hyoseridinae). In questo gruppo Sonchus, da un punto di vista filogenetico, si trova nel "core" della sottotribù e risulta “fratello” del genere Launaea.
La circoscrizione di questo genere è ancora in via di definizione. Il genere come è composto attualmente si presenta molto polifiletico (ma anche parafiletico) e sono necessari ulteriori studi per ri-circoscrivere il genere. Secondo uno studio  il gruppo Sonchus s.l. si suddivide in 6 cladi. La specie di questa voce attualmente è descritta all'interno del subg. Origosonchus. (in precedenza apparteneva al subg. Sonchus, sections Maritimi e Arvenses).
I caratteri distintivi per la specie di questa voce sono:
- il portamento è erbaceo perenne;
- le radici non sono tuberose (massimo diametro 1 cm);
- le foglie cauline sono numerose e con auricole da ovate a circolari;
- il numero delle brattee involucrali è 35 - 50;
- le ligule delle corolle sono lunghe come i tubi corollini;
- gli sigmi sono gialli;
- gli acheni sono rugosi e tubercolati tra le coste.

Il numero cromosomico di S. arvensis è: 2n = 18, 2n = 36 e 2n = 54.

### Sottospecie
Per questa specie sono descritte le seguenti sottospecie (le prime due sono presenti sul territorio italiano).

#### Sottospeciearvensis

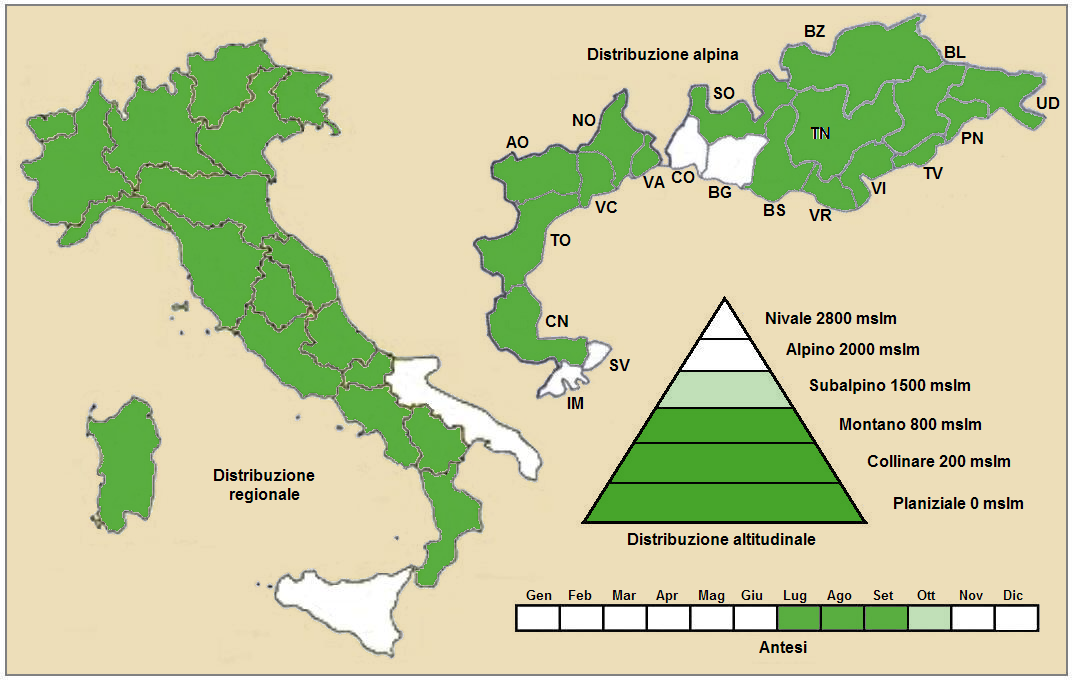
Distribuzione della sottospecie arvensis (Distribuzione regionale – Distribuzione alpina)

- Nome scientifico: Sonchus arvensis L., 1753 subsp. arvensis.
- Descrizione: sia i peduncoli che gli involucri sono ricoperti da grosse setole ghiandolari; le squame maggiori dell'involucro sono lunghe 14 – 17 mm.
- Geoelemento: il tipo corologico (area di origine) è Eurosiberiano divenuto Subcosmopolita.
- Distribuzione: in Italia è la stirpe più comune, anche se è una pianta rara si trova su tutto il territorio (esclusa la Sicilia); nelle Alpi (oltre confine) è presente in Slovenia, Austria, Svizzera e in Francia (dipartimenti di Alpes-de-Haute-Provence, Hautes-Alpes, Savoia e Alta Savoia). Sugli altri rilievi europei si trova nella Foresta Nera, Vosgi, Massiccio del Giura, Massiccio Centrale, Pirenei e Carpazi.[26]
- Habitat: l'habitat tipico per questa sottospecie sono gli incolti, gli orti, le scarpate erbose e i bordi dei campi; ma anche gli ambienti umidi, quelli ruderali e le schiarite forestali; il substrato preferito è calcareo ma anche calcareo/siliceo con pH basico, alti valori nutrizionali del terreno che deve essere mediamente umido.
- Distribuzione altitudinale: sui rilievi queste piante si possono trovare fino a 1.500 m s.l.m.; frequentano quindi il seguente piano vegetazionale: collinare, montano e in parte quello subalpino (oltre a quello planiziale – a livello del mare).
- Fitosociologia:

- dal punto di vista fitosociologico alpino la sottospecie appartiene alla seguente comunità vegetale:

Formazione: delle comunità perenni nitrofile;
Classe: Agropyretea intermedii - repentis;
- per l'areale completo italiano Sonchus arvensis appartiene alla seguente comunità vegetale:

Macrotipologia: vegetazione erbacea sinantropica, ruderale e megaforbieti.
Classe: Stellarietea mediae
Ordine: Solano nigri-Polygonetalia convolvuli (Sissingh in Westhoff, Dijk, Passchier & Sissingh 1946) O. Bolòs, 1962
Alleanza: Veronico agrestis-Euphorbion peplus Peplus Sissingh ex Passarge, 1964
Descrizione. L'alleanza Veronico agrestis-Euphorbion peplus è relativa alle comunità infestanti, terofitiche, su suoli molto fertili (limosi o argillosi), ricchi in sostanza organica, generalmente nelle colture orticole, vigneti e frutteti in generale. La distribuzione di questa cenosi è eurosiberiana. In Italia questa alleanza è presente in Veneto in due diverse serie di vegetazione (quella dell’alta Pianura Padana orientale e quella prealpina orientale collinare). Il livello di conservazione di queste cenosi è fortemente variabile e relativa all'adattamento ai continui disturbi e rimaneggiamenti dei suoli, per effetto delle operazioni agricole, del calpestìo, ecc. In caso di agricoltura non di tipo tradizionale (fertilizzazioni di sintesi, diffusione di erbicidi) tali comunità sono suscettibili di scomparsa.
Specie presenti nell'associazione: Allium vineale, Calendula arvensis, Euphorbia peplus, Fumaria officinalis, Heliotropium europaeum, Geranium rotundifolium, Mercurialis annua, Muscari racemosus, Amaranthus retroflexus, Chenopodium album, Chenopodium hybridum, Echinochloa crus-galli, Euphorbia helioscopia, Solanum nigrum, Sonchus arvensis, Sonchus asper, Thlaspi arvense, Tripleurospermum inodorum, Sonchus oleraceus, Fallopia convolvulus, Anagallis arvensis, Veronica agrestis, Stellaria media, Capsella bursa-pastoris, Amaranthus powellii, Galinsoga parviflora, Lamium purpureum e Sinapis arvensis.

#### Sottospecieuliginosus

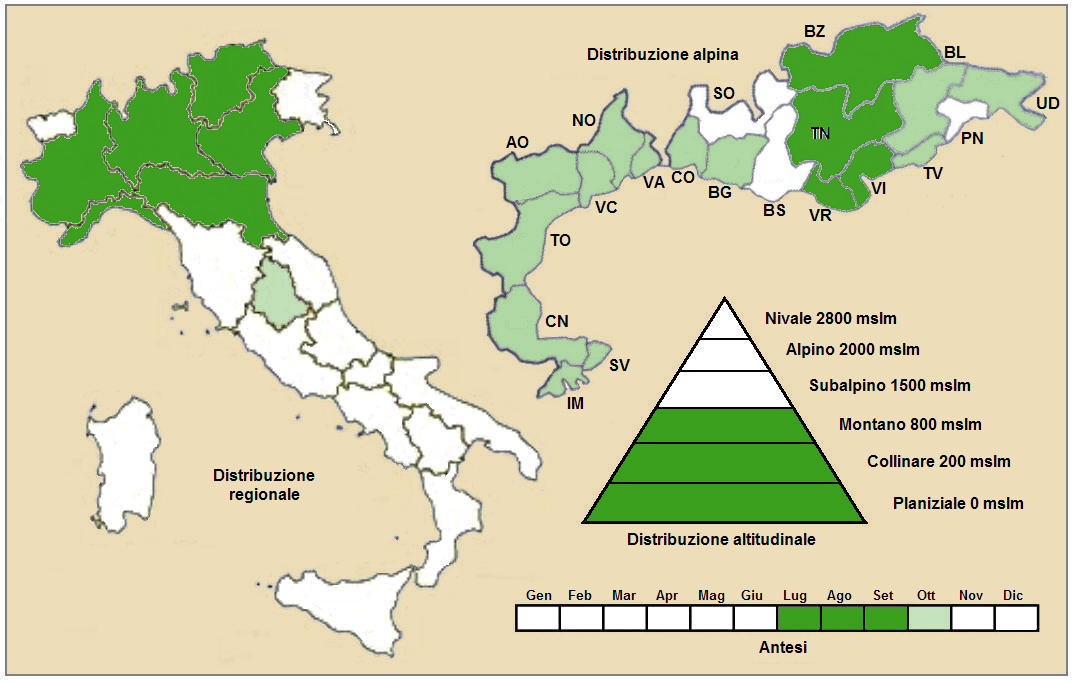
Distribuzione della sottospecie uliginosus (Distribuzione regionale – Distribuzione alpina)

- Nome scientifico: Sonchus arvensis L., 1753 subsp. uliginosus (Bieb.) Nyman, 1879.
- Basionimo: Sonchus uliginosus M. Bieb., 1808.
- Descrizione: questa entità è alta da 50 a 100 cm; il diametro del capolino varia da 20 a 35 mm; sia i peduncoli che gli involucri sono glabri; le squame maggiori dell'involucro sono lunghe 10 – 15 mm.
- Geoelemento: il tipo corologico (area di origine) è Eurosiberiano divenuto Eurasiatico.
- Distribuzione: in Italia si trova raramente solo nella parte settentrionale; oltre confine (sempre nelle Alpi) si trova in Svizzera (cantoni Vallese e Ticino); sugli altri rilievi europei si trova nel Massiccio del Giura e nei Carpazi.[26]
- Habitat: l'habitat tipico per questa sottospecie sono gli incolti, i orti, le scarpate erbose e i bordi dei campi; ma anche gli ambienti umidi, e i prati e pascoli igrofili; il substrato preferito è sia calcareo che siliceo con pH neutro, alti valori nutrizionali del terreno che deve essere umido.
- Distribuzione altitudinale: sui rilievi queste piante si possono trovare fino a 1500 m s.l.m.;  frequentano quindi il seguente piano vegetazionale: collinare, montano (oltre a quello planiziale – a livello del mare).
- Fitosociologia: dal punto di vista fitosociologico la sottospecie appartiene alla seguente comunità vegetale:[26]

Formazione : delle comunità delle macro- e megaforbie terrestri
Classe: Filipendulo-Convolvuletea
Ordine: Convolvuletalia
Alleanza: Convolvuletalia sepium.

#### Altre sottospecie
Sonchus arvensis subsp. humilis (N.I.Orlova) Tzvelev - Distribuzione: Nord Europa.

### Sinonimi
Questa entità ha avuto nel tempo diverse nomenclature. L'elenco seguente indica alcuni tra i sinonimi più frequenti:
Sinonimi della sottospecie arvensis
- Hieracium arvense Scop.
- Hieracium spinulosum  Spreng.
- Lepicaune spinulosa  Lapeyr.
- Sonchoseris arvensis  Fourr.
- Sonchoseris decora  Fourr.
- Sonchus arvensis var. eglandulosus  Farw.
- Sonchus arvensis var. nanus  Phil.
- Sonchus arvensis var. shumovichii  B.Boivin
- Sonchus cumbulus  Buch.-Ham. ex Wall.
- Sonchus exaltatus  Wallr.
- Sonchus glaber  Schult.
- Sonchus glandulosus  Schur
- Sonchus hispidus  Gilib.
- Sonchus intermedius  W.D.J.Koch
- Sonchus ketzkhovelii  Schchian
- Sonchus laevissimus  Schur
- Sonchus longifolius  Wall.
- Sonchus maritimus  Turcz.
- Sonchus nitidus  Vill.
- Sonchus orixensis  Roxb.
- Sonchus pratensis  Schur
- Sonchus repens  Bubani
- Sonchus vulgaris  Rouy

Sinonimi della sottospecie uliginosus
- Sonchus arvensis var. uliginosus (M.Bieb.) Trautv.
- Sonchus uliginosus  M.Bieb.

Sinonimi della sottospecie humiis
- Sonchus humilis N.I.Orlova

### Specie simili
Nell'ambito del genere Sonchus le seguenti specie (che vivono sull'arco alpino) possono essere confuse fra di loro:
- Sonchus arvensis:  le piante, perenni, sono alte 5 - 15 dm; le radici non sono tuberose; i fusti sono poco ramosi con foglie cauline provviste di orecchiette cordate; le ghiandole dell'involucro e del peduncolo sono gialle; gli stigmi sono gialli; gli acheni hanno 5 coste per faccia e sono lunghi 2,5 - 3,5 mm.
- Sonchus asper: le piante sono annue; i fusti sono molto ramosi con foglie lucide e spinose; gli stigmi sono verde-olivacei; gli acheni sono lisci con tre coste per faccia.
- Sonchus oleraceus: le piante sono annue; i fusti sono molto ramosi con foglie opache e lisce; le foglie variano da intere a lobate; la base fogliare è tronca o ovata; gli stigmi sono verde-olivacei; gli acheni sono spinulosi sulle tre coste per faccia.
- Sonchus palustris: le piante sono perenni e sono alte 10 - 20 dm; i fusti sono poco ramosi con foglie cauline provviste di orecchiette acute; le ghiandole dell'involucro e del peduncolo sono nere; gli stigmi sono gialli; gli acheni hanno 5 coste per faccia e sono lunghi meno di 3,5 mm.

## Usi

### Farmacia
Secondo la medicina popolare questa pianta ha le seguenti proprietà medicamentose:
- antinfiammatoria (attenua uno stato infiammatorio);
- sedativa (calma stati nervosi o dolorosi in eccesso);
- espettorante (favorisce l'espulsione delle secrezioni bronchiali).

### Cucina
Di questa pianta si utilizzano le foglie e le radici. Le foglie si raccolgono da giovani e possono essere mangiate sia cotte che crude (hanno comunque un gusto lievemente amaro e si devono asportare le spine marginali). Si possono utilizzare anche i gambi cotti come gli asparagi. Le radici trattate opportunamente possono essere usate come surrogato del caffè. Le foglie contengono sali minerali e vitamine C (47 mg di vitamina C per 100 g di prodotto lordo, mentre le proteine sono il 2% del peso secco).

## Denominazioni in altre lingue
Il grespino dei campi in altre lingue è chiamato: 
- (DE)  Acker-Gänsedistel
- (FR)  Laiteron des champs
- (EN)  Perennial Sowthistle